# Naturschutzgebiet Bislicher Meer und Wat Ley
Koordinaten: 51° 43′ 6″ N, 6° 30′ 47″ O
Das Naturschutzgebiet Bislicher Meer und Wat Ley liegt auf dem Gebiet der Städte Hamminkeln und Wesel im Kreis Wesel in Nordrhein-Westfalen. Das aus zwei Teilflächen bestehende Gebiet, das von der Bislicher Ley/Wat Ley durchflossen wird, erstreckt sich westlich der Kernstadt von Hamminkeln und nordwestlich der Kernstadt von Wesel zu beiden Seiten der Kreisstraße K 18. Am östlichen Rand des Gebietes verläuft die Landesstraße L 7, westlich fließt der Rhein.

## Bedeutung
Das etwa 49,5 ha große Gebiet wurde im Jahr 1988 unter der Schlüsselnummer WES-022 unter Naturschutz gestellt. Schutzziele sind
- die Erhaltung wertvoller, arten- und strukturreicher Feuchtgebiete,
- der Erhalt eines Kleingewässers und Röhrichtbestandes sowie
- der Schutz einer strukturreichen Grünlandniederung mit Feuchtgrünland, Röhricht, einem vegetationsreichen Graben und Kleingehölzen als Lebensraum zahlreicher, teils gefährdeter Tier- und Pflanzenarten.[2]